# Kreativquartier

Logo Kreativ-Quartiere-Ruhr

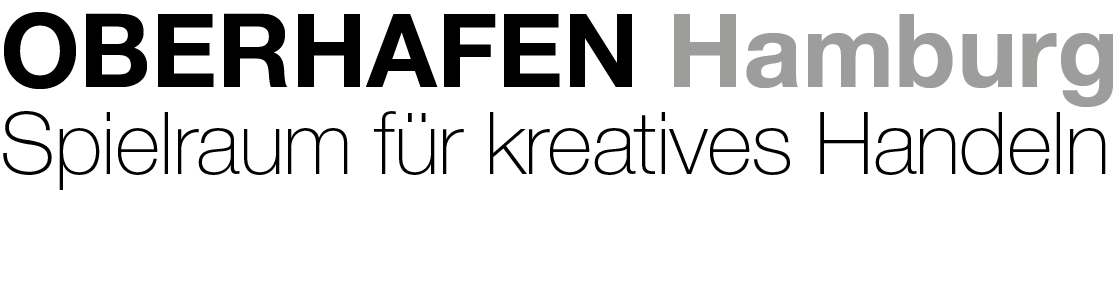
Logo Oberhafen Hamburg

Kreativquartier (auch: Kunst- und Kreativquartier; engl. Creative Quarter) ist eine Methode der Stadterneuerung und des Strukturwandels. Konzepte für die Entwicklung von Kreativquartieren gehen u. a. zurück auf die Arbeit The Creative City des britischen Stadtforschers Charles Landry (2000). Kreativquartier ist aber kein geschützter Begriff. Es gibt auch keine Definition von Größe und Zusammensetzung, jedoch werden in Medienbeiträgen immer wieder eine Vielfalt von Akteuren (auch: Konglomerat) und teilweise auch widerstrebende Interessen genannt. Häufig beinhalten auch die europäischen und inländischen Förderprogramme Definitionen und Ziele.

## Entstehung
Das Muster für die Entstehung von Kreativquartieren ist die Nach- und Zwischennutzung (auch: Aneignung) industriell geprägter Stadtquartiere und von Industriearealen mit einem hohen Anteil brach gefallener Gewerbeflächen durch stadtaffine Kulturschaffende („Kreative“). Auch aufgegebene Militär-, Hafen-, Bahn- und Großmarktgelände sowie Krankenhäuser kommen als Standorte vor. Kreativquartiere werden darum auch als Phänomen einer post- oder nachindustriellen Gesellschaft gesehen. Das Spektrum der Kreativquartiere reicht dabei – als Bottom-up – von bürgerschaftlichen Projekten (Beispiel: Kreativkreis Ruhrort) und spezifisch auf Selbstverwaltung (auch: Autonomie) angelegten Projekten (Beispiel: Gängeviertel), bis zu – als Top-down – gewerblichen Baugruppen (Beispiel: Kunst- und Kreativquartier an der Blumenhalle/Südliche Friedrichstadt, Berlin) und kommunalen Handlungsansätzen im Themenbereich Soziale Stadt.
Hauptsächlich werden Kreativquartiere als öffentlich organisierte und geförderte städtebauliche Instrumente mit verschiedenen Zielen entwickelt. Der Gebrauch des Begriffs erfolgt dabei sowohl in Verbindung mit klassischen Vokabeln der Stadterneuerung wie Revitalisierung und Empowerment als auch mit neueren Begriffen wie Kultur- und Kreativwirtschaft und kreative urbane Milieus. Dem gegenüber wird von „Kreativen“ ein Interesse artikuliert, nicht als „städtebaulicher Reparaturbetrieb“ oder für ein Stadtmarketing und unter Umständen sogar für einen Wettbewerbsdruck von Metropolen in einer fortschreitenden Globalisierung instrumentalisiert zu werden. Dabei weisen sie auf Risiken wie neues Prekariat oder Gentrifizierung hin.
Die Frage, ob Kreativquartiere dauerhaft öffentlich subventioniert werden müssen oder einen nachhaltigen Beitrag zur Revitalisierung von Stadtteilen, die einem Strukturwandel unterliegen, leisten können, scheint davon abzuhängen, ob diese Städte ein negatives oder ein positives Bevölkerungssaldo haben. Nur in wachsenden Städten entsteht wohl der mit Chancen und Risiken behaftete Kreislauf aus Aneignung, Entwicklung und Verdrängung.

## Abgrenzung
Unter Kreativquartier werden hier keine Kulturorte subsumiert, die deutlich vor der „Initialzündung“ bzw. der Begriffsbildung entstanden sind oder in diesem Kontext nicht in Erscheinung treten oder nicht treten wollen (Beispiel: Kunstraum Kreuzberg/Bethanien). Andererseits gibt es unter diesem Begriff aber auch Erneuerungsbestrebungen für traditionsreiche Kulturorte (Beispiel: Künstlersiedlung Halfmannshof, Gelsenkirchen).

## Kreativquartiere in Deutschland (Auswahl)
- Kreativquartier Südliche Friedrichstraße
- Kreativ.Quartiere.Ruhr
- Kreativ.Quartier Ückendorf nahe der Heilig-Kreuz-Kirche, Gelsenkirchen[14]
- Unionviertel, Dortmund
- Kreativ- und Kulturquartier Oberhafen (Hafencity Hamburg)
- Gängeviertel
- Kreativquartier München, Dachauer Straße/Leonrodplatz, München,[15][16] teilweise Oberwiesenfeld
- Werksviertel-Mitte, Ostbahnhof München[17]